# Geschützter Landschaftsbestandteil Obstweide (Rumbecker Hammer)
Der Geschützte Landschaftsbestandteil Obstweide (Rumbecker Hammer) mit 0,24 Hektar Flächengröße liegt südlich vom  Rumbecker Hammer im Stadtgebiet von Arnsberg im Hochsauerlandkreis. Die Fläche wurde 1998 mit dem Landschaftsplan Arnsberg durch den Kreistag des Hochsauerlandkreises als Geschützter Landschaftsbestandteil (LB) ausgewiesen. Er trug ab 1998 den Namen LB Obstgarten. 2021 wurde das LB bei der Neuaufstellung des Landschaftsplans erneut ausgewiesen. Die Fläche grenzt nördlich direkt an den ehemaligen Rumbecker Hammer.

## Beschreibung
Beim LB handelt es sich um eine nur noch randlich mit Obstbäumen bestockte und beweidete Streuobstwiese. Der Obstgarten war bei der Ausweisung 1998 dicht bestockt mit Apfel-, Birnen- und Zwetschenbäumen. Ein Walnussbaum erreichte 1998 einen Stammdurchmesser von 30 cm. Ein zentral liegender Gebüschkomplex war bei Ausweisung 2021 stark von Weidevieh beeinträchtigt.
Der Landschaftsplan führte 1998 zum Wert des LB aus: „Die Fläche hat lokale Bedeutung als Lebensraum für Kleinsäuger und Insekten.“
Der Landschaftsplan führte 1921 bei der Neuaufstellung zum Wert des LB aus: „Der Biotopkomplex hat neben seinem faunistischen Wert vor allem auch Bedeutung durch die Belebung des ortsnahen Landschaftsbildes.“
Als zusätzliche Entwicklungsmaßnahmen wurden festgesetzt, dass abgängige Obstbäume bis in die Zerfallsphase hinein zu erhalten sind und dann nachgepflanzt werden soll; vorhandene Fehlstellen mit standortangepassten Obstsorten zu ergänzen und die Bäume bei Bedarf gegen Verbiss zu schützen.

## Schutzgrund, Verbote und Gebote
Der Geschützte Landschaftsbestandteile haben laut Landschaftsplan eine besondere Funktion für die Gliederung und Belebung des Landschaftsbildes bzw. des umgebenden Offenlandes. Es kommt solchen Objekten in der Regel eine erhöhte Bedeutung als Bruthabitat für Hecken- und Gebüschbrüter zu. Laut Landschaftsplan sind Geschützte Landschaftsbestandteile im Plangebiet durch seinen eigenständigen Charakter deutlich von der sie umgebenden „normalen“ Wald- und Feld-Landschaft zu unterscheiden.
Wie bei allen LB ist es verboten diese zu beschädigen, auszureißen, auszugraben oder Teile davon abzutrennen oder auf andere Weise in seinem Wachstum oder Erscheinungsbild zu beeinträchtigen. Unberührt ist jedoch die ordnungsgemäße Pflege eines LB.
Das LB soll laut Landschaftsplan „durch geeignete Pflegemaßnahmen erhalten werden, solange der dafür erforderliche Aufwand in Abwägung mit ihrer jeweiligen Bedeutung für Natur und Landschaft gerechtfertigt ist.“